# Портрет целих фигура
Портрет целих фигура постаје уобичајен начин портретисања од раног 16. века. Један од раних претеча приказује у малом формату портрет Ђованија Арнолфинија и његове невесте Јан ван Ајка који репродукује целе фигуре грађанских младенаца и смешта их у детаљно разрађен ентеријер. На подручју градова од позног 15. века појавиле су се фигуре донатора - најпре приказиване мање од фигура светаца до све равноправнијих мотива слике. Врхунац групних грађанских портрета целих фигура у природној величини представља слика Конрада Рехлингера и његове осморо деце из 1517. Бернарда Стригела. Јакоб Сесенегер је са сликом Карло V са псом завршеном 1532. утемељио нову врсту портрета целе фигуре владара у природној величини у којој је сва пажња усмерена на властодршца. Појава ове врсте портрета подстакла је Тицијана да 1533. изради чувену слику овог владара. У бароку се портрет целе фигуре владара 1702. портретом Луја XIV Ригоа уздигао до апсолутистичке позе. Ова врста слике била је популарна све до краја 19. века. Са приказом целих фигура Амбасадори Ханса Холбајна Млађег настао је 1533. године грађански групни портрет који потиче из портретског сликарства ренесансе у које се представљају грађани и властела. 
У бароку се посебно у Холандији ценила групна слика са полуфигурама или целим фигурама које је Холс довео до савршенства. У фламанском барокном сликарству Питер Паул Рубенс и Ван Дајк били су зачетници појединачног портрета целе фигуре. Енглески портретисти с краја 18. и почетком 19. века сликају фигуре у пуној величини. Многи значајни уметници 19. века стварали су овакве портрете: Рунге, Жерико, Ж. Миле, Гистав Курбе, Лајбл, Валдмилер и Климт док се у сликарству 20. века ова врста јавља само повремено. 